# Ivo Bender
Ivo Cláudio Bender (São Leopoldo, 23 de maio de 1936 - Porto Alegre, 25 de junho de 2018) foi um dramaturgo e tradutor brasileiro, baseado na cidade de Porto Alegre.
Suas peças, algumas traduzidas para o inglês e para o alemão, são caracterizadas pela crítica social, pelo humor e pelo recurso ao fantástico.

## Biografia

### Dramaturgia
Influenciado pelo teatro do absurdo, Bender começou a escrever peças na década de 1960. Sua primeira peça, As Cartas Marcadas ou Os Assassinos, foi escrita quando ele ainda era um estudante do Instituto de Letras da Universidade Federal do Rio Grande do Sul, em 1961, e obteve boa recepção. A Terra Devorada estreou no Theatro São Pedro em 1963, mas sem boa receptividade.
Após renegar a peça Os Alcatruzes, Ivo Bender escreve, em 1967, Auto das Várias Gentes no Dia de Natal, para o público infantil, que é censurada no ano seguinte. Depois de criar uma comédia musical que jamais foi publicada ou encenada, Bender escreve, em 1969, A Casa atrás das Dunas e, em 1971, o seu primeiro sucesso comercial, Queridíssimo Canalha, ambientado em um país fictício da América Latina.
História de traição e aspectos sobrenaturais, Quem Roubou Meu Anabela? (1972) obteve maior sucesso entre o público. No mesmo ano, Bender cria O Auto do Pastorzinho e Seu Rebanho, O Macaco e a Velha, A Invasão das Tiriricas e A Estrelinha Cadente, todas direcionadas para crianças.
Sexta-Feira das Paixões, de 1975, retoma o sobrenatural e faz uma crítica à situação política do país, então sob o poder da ditadura militar.
O Cabaré de Maria Elefante, de 1981, reúne figuras pitorescas, como um vampiro, freiras e um travesti, com uma linguagem bastante paródica e irônica.
A Trilogia Perversa, de 1988, inaugura uma nova fase na carreira de Ivo Bender. Sendo uma trilogia, esta peça é inspirada em três mitos gregos que são transpostos para diferentes contextos históricos do Rio Grande do Sul. O mito de Atreu e Tiestes é adaptado para o início da imigração alemã no Rio Grande do Sul; a tragéida Ifigênia em Áulis, de Eurípides, é adaptada para o episódio da Revolta dos Muckers; e o mito de Electra inspira uma trama ocorrida durante a Enchente de 1941.
Após Trilogia Perversa, Bender publica textos como Marcos IV, 23 (adaptação de um conto de Jorge Luis Borges), O Boi dos Chifres de Ouro (uma "comédia pampeira", em homenagem a Simões Lopes Neto) e Mulheres Mix.

### Tradução
Ivo Bender já traduziu obras de Jean Racine, Emily Dickinson e Harold Pinter.

### Magistério
Mestre e doutor em Letras pela Pontifícia Universidade Católica do Rio Grande do Sul, Bender é professor aposentado da Artes Dramáticas da Universidade Federal do Rio Grande do Sul.

## Prêmios
- Prêmio Açorianos (2002)